# 1610'erne f.Kr.
Århundreder: 18. århundrede f.Kr. – 17. århundrede f.Kr. – 16. århundrede f.Kr.
Årtier: 1660'erne f.Kr. 1650'erne f.Kr. 1640'erne f.Kr. 1630'erne f.Kr. 1620'erne f.Kr. – 1610'erne f.Kr. – 1600'erne f.Kr. 1590'erne f.Kr. 1580'erne f.Kr. 1570'erne f.Kr. 1560'erne f.Kr.
Årstal: 1619 f.Kr. 1618 f.Kr. 1617 f.Kr. 1616 f.Kr. 1615 f.Kr. 1614 f.Kr. 1613 f.Kr. 1612 f.Kr. 1611 f.Kr. 1610 f.Kr.

## Født
- 1617 f.Kr. — Kong Cheng Tang af Kina (1617 f.Kr. – 1588 f.Kr.)